# Discographie de Girls' Generation
La discographie du girl group sud-coréen Girls' Generation comprend dix albums studios (quatre qui ont été réédités sous des titres différents), deux albums live, quatre mini-albums (EPs), un album remix et de vingt-huit singles. Depuis ses débuts en 2007, le groupe ainsi que ses sous-unités et ses solos a dépassé le total de 100 millions d'exemplaires vendus.

## Albums

### Albums studios
| Titre                                                                                       | Détails de l'album | Meilleures positions | Meilleures positions | Meilleures positions | Meilleures positions | Meilleures positions | Meilleures positions | Meilleures positions | Ventes | Certifications   |
| Titre                                                                                       | Détails de l'album | COR                  | JPN ,                | FRA                  | SPA                  | TW                   | US Heat              | US World             | Ventes | Certifications   |
| Coréen                                                                                      | Coréen | Coréen               | Coréen               | Coréen               | Coréen               | Coréen               | Coréen               | Coréen               | Coréen | Coréen           |
| ------------------------------------------------------------------------------------------- | --- | -------------------- | -------------------- | -------------------- | -------------------- | -------------------- | -------------------- | -------------------- | --- | ---------------- |
| Girls' Generation                                                                           | - Date de sortie : 1er novembre 2007 (COR) - Réédition (Baby Baby) : 13 mars 2008 (COR) - Label : SM Entertainment - Formats : Cassette, CD, téléchargement numérique                              | —                    | —                    | —                    | —                    | —                    | —                    | —                    | - COR (+ réédition): 297,230                                                                                          |                  |
| Oh!                                                                                         | - Date de sortie : 28 janvier 2010 (COR) - Réédition (Run Devil Run) : 22 mars 2010 (KOR) - Label : SM Entertainment - Formats : CD, téléchargement numérique                                      | 1                    | 54                   | —                    | —                    | 2                    | —                    | —                    | - COR (Oh!): 242,211 - JPN (Oh!): 9,318 - TWN/CHN (Oh) : 37,000 - COR (Réédition): 188,213 - JPN (Réédition) : 26,751 |                  |
| The Boys                                                                                    | - Date de sortie : 19 octobre 2011 (COR) - Réédition (Mr. Taxi) : 8 décembre 2011 (COR) - Labels : SM Entertainment, Interscope, Polydor, Universal Music - Formats : CD, téléchargement numérique | 1                    | 2                    | 130                  | 64                   | 3                    | 17                   | 2                    | - COR: 471 620 - JPN: 140,000 - TWN: 35,000 - US: 1 000                                                               |                  |
| I Got a Boy                                                                                 | - Date de sortie : 1er janvier 2013 (Monde entier) - Label : SM Entertainment - Formats : CD, téléchargement numérique                                                                             | 1                    | 7                    | —                    | —                    | 3                    | 2                    | 1                    | - COR : 318 886 - JPN : 53 563 - US : 3 000                                                                           |                  |
| Lion Heart                                                                                  | - Date de sortie : 19 août 2015 (COR) - Label : SM Entertainment - Formats : CD, téléchargement numérique                                                                                          | 1                    | 11                   | —                    | —                    | —                    | 7                    | 1                    | - COR : 165 361 - JPN : 21,500 - US : 1 000                                                                           |                  |
| Holiday Night                                                                               | - Date de sortie: 4 août (digital) et 7 août 2017 (physique) - Label SM Entertainment - Formats: CD, Téléchargement numérique                                                                      | 2                    | 16                   | —                    | —                    | 1                    | 5                    | 1                    | - COR : 178 407 - JPN : 11 055 - US : 2 000+                                                                          |                  |
| Forever 1                                                                                   | - Date de sortie prévu : 5 août (digital) et 8 août 2022 (physique) - Label SM Entertainment - Formats: CD, Téléchargement numérique                                                               | 2                    | 9                    | —                    | —                    | —                    | 16                   | —                    | - COR : 292,150 - JPN : 12 033                                                                                        | KMCA : Platinum  |
| Japonais                                                                                    | |                      |                      |                      |                      |                      |                      |                      | |                  |
| Girls' Generation                                                                           | - Date de sortie : 1er juin 2011 (JPN) - Réédition (The Boys): 28 décembre 2011 (JPN) - Label : Nayutawave - Formats : CD, téléchargement numérique                                                | —                    | 1                    | —                    | —                    | 1                    | —                    | —                    | - JPN: 871 097 - COR: 14,470 - COR (réédition) : 15,519                                                               | - RIAJ : Million |
| Girls & Peace                                                                               | - Date de sortie : 28 novembre 2012 (JPN) - Labels : Nayutawave, Universal Music - Formats : CD, téléchargement numérique                                                                          | —                    | 3                    | —                    | —                    | 11                   | —                    | —                    | - JPN: 204 180, - COR: 1 600                                                                                          | - RIAJ: Platine  |
| Love & Peace                                                                                | - Date de sortie : 10 décembre 2013 (SEA) - Labels : Nayutawave, Universal Music - Formats: CD, téléchargement numérique                                                                           | —                    | 1                    | —                    | —                    | —                    | —                    | —                    | - JPN: 170 898 - COR: 1 700                                                                                           | - RIAJ: Or       |
| "—" montre qu'aucun classement n'a été atteint ou que ce n'est pas sorti dans cette région. | |                      |                      |                      |                      |                      |                      |                      | |                  |

### Albums live
| Into the New World                                                                          | - Date de sortie : 30 décembre 2010 (COR) - Label : SM Entertainment - Formats : CD, téléchargement numérique | 1 | - COR: 120,643+ |
| 2011 Girls' Generation Tour                                                                 | - Date de sortie : 11 avril 2013 (COR) - Label : SM Entertainment - Formats : CD, téléchargement numérique    | 1 | - COR: 27,576+  |
| "—" montre qu'aucun classement n'a été atteint ou que ce n'est pas sorti dans cette région. | |   |                 |

### Compilations
| Titre                                                                                       | Détails | Meilleures positions | Meilleures positions | Ventes         | Certifications |           |
| Titre                                                                                       | Détails | JPN                  | TW                   | Ventes         | Certifications |           |
| Japonaise                                                                                   | Japonaise | Japonaise            | Japonaise            | Japonaise      | Japonaise      | Japonaise |
| ------------------------------------------------------------------------------------------- | --- | -------------------- | -------------------- | -------------- | -------------- | --------- |
| Best Selection Non Stop Mix                                                                 | - Date de sortie : 20 mars 2013 (JPN) - Label : Nayutawave - Formats : CD, téléchargement numérique                                                                       | 6                    | —                    | - JPN: 24 583  |                |           |
| The Best                                                                                    | - Date de sortie : 23 juillet 2014 (JPN) - Réédition (The Best: New Edition) : 10 octobre 2014 (JPN) - Label : EMI Records Japan - Formats : CD, téléchargement numérique | 1                    | 4                    | - JPN: 182 765 | - RIAJ: Or     |           |
| "—" montre qu'aucun classement n'a été atteint ou que ce n'est pas sorti dans cette région. | |                      |                      |                |                |           |

### Extended plays
| Titre                                                                                       | Détails | Meilleures positions | Meilleures positions | Meilleures positions | Meilleures positions | Meilleures positions | Ventes                                         | Certifications |
| Titre                                                                                       | Détails | COR                  | JPN ,                | TW                   | US                   | US World             | Ventes                                         | Certifications |
| ------------------------------------------------------------------------------------------- | --- | -------------------- | -------------------- | -------------------- | -------------------- | -------------------- | ---------------------------------------------- | -------------- |
| Gee                                                                                         | - Date de sortie : 7 janvier 2009 (COR) - Label : SM Entertainment - Formats : CD, téléchargement numérique               | —                    | —                    | —                    | —                    | —                    | - COR: 172,707+                                |                |
| Tell Me Your Wish (Genie)                                                                   | - Date de sortie : 29 juin 2009 (COR) - Label : SM Entertainment - Formats : CD, téléchargement numérique                 | —                    | —                    | 8                    | —                    | —                    | - COR: 175,357+                                |                |
| Hoot                                                                                        | - Date de sortie : 27 octobre 2010 (COR) - Labels : SM Entertainment, Nayutawave - Formats : CD, téléchargement numérique | 1                    | 2                    | 9                    | —                    | —                    | - COR : 206 110 - JPN: 171,294+ - TWN: 26,000+ | - RIAJ: Or     |
| Mr.Mr.                                                                                      | - Date de sortie : 24 février 2014 (COR) - Label : SM Entertainment - Formats : CD, téléchargement numérique              | 1                    | 11                   | 4                    | 110                  | 3                    | - COR: 174 931 - JPN: 22 521 - US: 3 000       |                |
| "—" montre qu'aucun classement n'a été atteint ou que ce n'est pas sorti dans cette région. | |                      |                      |                      |                      |                      |                                                |                |

### Albums vidéos
| Titre                                                                                       | Année | Détails | Meilleure position | Ventes          | Certifications |
| Titre                                                                                       | Année | Détails | JPN                | Ventes          | Certifications |
| ------------------------------------------------------------------------------------------- | ----- | --- | ------------------ | --------------- | -------------- |
| Girls in Tokyo                                                                              | 2010  | - Date de sortie : 18 juin 2010 (JPN) - Langue : Coréen - Labels : SM Entertainment, Universal Music Japan - Format: DVD                                     | —                  |                 |                |
| New Beginning of Girls' Generation                                                          | 2010  | - Date de sortie : 11 août 2010 (JPN) - Langue : Coréen - Labels : SM Entertainment, Universal Music Japan - Format : DVD                                    | 3                  | - JPN: 162,000+ | - RIAJ: Or     |
| All About Girls' Generation: Paradise in Phuket                                             | 2011  | - Date de sortie : 29 juin 2011 (COR) - Langues : Coréen, Anglais - Label : SM Entertainment - Format : DVD                                                  | 101                |                 |                |
| The 1st Asia Tour: Into the New World                                                       | 2011  | - Date de sortie : 17 août 2011 (COR) - Langue : Coréen - Label : SM Entertainment - Format : DVD                                                            | 1                  | - COR: 120,643+ |                |
| First Japan Tour                                                                            | 2011  | - Date de sortie : 14 décembre 2011 (JPN) - Langue : Japonais - Labels : SM Entertainment, Universal Music Japan - Formats : DVD, Blu-ray                    | 1                  | - JPN: 212,000+ | - RIAJ: Or     |
| Girls' Generation Complete Video Collection                                                 | 2012  | - Date de sortie : 26 septembre 2012 (JPN) - Langues : Coréen, Japonais, Anglais - Labels : SM Entertainment, Universal Music Japan - Formats : DVD, Blu-ray | 1                  | - JPN: 88,620+  | - RIAJ: Or     |
| 2011 Girls' Generation Tour                                                                 | 2012  | - Date de sortie : 30 novembre 2012 (COR) - Langues : Coréen, Anglais - Label : SM Entertainment - Format : DVD                                              | —                  | - COR: 27,576+  |                |
| Girls & Peace: 2nd Japan Tour                                                               | 2013  | - Date de sortie : 18 septembre 2013 (JPN) - Langue : japonais - Labels : SM Entertainment, Universal Music Japan - Format : DVD, Blu-ray                    | 1                  | - JPN: 72,468+  |                |
| Girls' Generation in Las Vegas                                                              | 2014  | - Date de sortie : 27 août 2014 (JPN) - Langues : coréen, anglais - Label : SM Entertainment - Format : DVD                                                  | —                  |                 |                |
| Love & Peace: 3rd Japan Tour                                                                | 2014  | - Date de sortie : 24 décembre 2014 (JPN) - Langues : coréen, anglais - Labels : SM Entertainment, Universal Music Japan - Format : DVD                      | 2                  | - JPN: 46,578+  |                |
| Girls' Generation – World Tour: Girls & Peace in Seoul                                      | 2015  | - Date de sortie : 30 mars 2015 (COR) - Langues : Coréen, Japonais, Anglais - Label : SM Entertainment - Format : DVD                                        | —                  |                 |                |
| "The Best Live" at Tokyo Dome                                                               | 2015  | - Date de sortie : 1er avril 2015 (JPN) - Langue : Japonais - Labels : SM Entertainment, Universal Music Japan - Formats : DVD, Blu-ray                      | 1                  | - JPN: 39,969+  |                |
| "—" montre qu'aucun classement n'a été atteint ou que ce n'est pas sorti dans cette région. |       | |                    |                 |                |

## Singles
| Into the New World                                                                          | 2007 | —   | —  | — | —  | — | —  | - COR (CD) : 129,428+ - COR (DL) : 15,627+                                                              | Girls' Generation (2007)  |
| Girls' Generation                                                                           | 2007 | —   | —  | — | —  | — | —  | | Girls' Generation (2007)  |
| Kissing You                                                                                 | 2008 | —   | —  | — | —  | — | —  | | Girls' Generation (2007)  |
| Baby Baby                                                                                   | 2008 | —   | —  | — | —  | — | —  | | Girls' Generation (2007)  |
| Gee                                                                                         | 2009 | —   | —  | — | —  | — | —  | - COR (DL) : 5,000,000+                                                                                 | Gee                       |
| Tell Me Your Wish (Genie)                                                                   | 2009 | —   | —  | — | —  | — | —  | - COR (DL) : 3,300,000                                                                                  | Tell Me Your Wish (Genie) |
| Chocolate Love (Retro Pop version)                                                          | 2009 | —   | —  | — | —  | — | —  | - COR (DL) : 700,000+                                                                                   | Pas de sortie d'album     |
| Oh!                                                                                         | 2010 | 1   | —  | — | —  | — | —  | - COR (DL) : 3,334,237+                                                                                 | Oh!                       |
| Run Devil Run                                                                               | 2010 | 1   | —  | — | —  | — | —  | - COR (DL) : 2,202,520+                                                                                 | Oh!                       |
| Hoot                                                                                        | 2010 | 1   | —  | — | —  | — | —  | - COR (DL) : 2,309,112+                                                                                 | Hoot                      |
| Visual Dreams                                                                               | 2011 | 32  | —  | — | —  | — | —  | | Pas de sortie d'album     |
| The Boys                                                                                    | 2011 | 1   | 1  | — | 12 | — | —  | - COR (DL) : 3,623,330+                                                                                 | The Boys                  |
| Mr. Taxi                                                                                    | 2011 | 9   | 15 | — | —  | — | —  | - COR (DL) : 1,837,573+                                                                                 | The Boys                  |
| Dancing Queen                                                                               | 2012 | 1   | 2  | — | —  | — | 5  | - COR (DL) : 1,035,663+                                                                                 | I Got a Boy               |
| I Got a Boy                                                                                 | 2013 | 1   | 1  | — | 98 | — | 3  | - COR (DL) : 1,392,970                                                                                  | I Got a Boy               |
| Mr.Mr.                                                                                      | 2014 | 1   | 3  | — | —  | — | 4  | - COR (DL) : 906,962+                                                                                   | Mr.Mr.                    |
| Catch Me If You Can                                                                         | 2015 | 19  | —  | — | —  | — | 2  | - COR (DL) : 155,484+                                                                                   | Pas de sortie d'album     |
| Party                                                                                       | 2015 | 1   | —  | — | 10 | — | 4  | - COR (DL) : 983,899+                                                                                   | Lion Heart                |
| Lion Heart                                                                                  | 2015 | 4   | —  | — | 49 | — | 3  | - COR (DL) : 1,161,592+                                                                                 | Lion Heart                |
| You Think                                                                                   | 2015 | 30  | —  | — | —  | — | 3  | - COR (DL) : 159,072+                                                                                   | Lion Heart                |
| Sailing (0508)                                                                              | 2016 | 12  |    |   |    |   | 6  | - COR (DL) : 174,785+                                                                                   | SMStation                 |
| Holiday                                                                                     | 2017 | 12  | 16 | — | 32 | — | 6  | - COR (DL) : 385,000+                                                                                   | Holiday Night             |
| All Night                                                                                   | 2017 | 32  | 79 | — | —  | — | 5  | - COR (DL) : 150,000+                                                                                   | Holiday Night             |
| Forever 1                                                                                   | 2022 | 5   | 3  | — | 56 | — | 4  | | Forever 1                 |
| Japonais                                                                                    |      |     |    |   |    |   |    | |                           |
| Genie                                                                                       | 2010 | 2   | —  | 4 | 4  | 8 | —  | - RIAJ: Or - Platine (Chaku-Uta full) - Platine (Téléchargement numérique)                              | Girls' Generation (2011)  |
| Gee                                                                                         | 2010 | 3   | —  | 2 | 2  | 1 | —  | - RIAJ: Or - Million (Chaku-Uta full) - 2× Platine (Chaku-Uta) - Platine (Téléchargement numérique)     | Girls' Generation (2011)  |
| Mr. Taxi                                                                                    | 2011 | 1   | —  | 2 | 1  | 5 | 3  | - RIAJ : Or - 2× Platine (Chaku-Uta) - 2× Platine (Chaku-Uta full) - Platine (Téléchargement numérique) | Girls' Generation (2011)  |
| Run Devil Run                                                                               | 2011 | 1   | —  | 2 | 19 | 4 | 3  | - RIAJ : Or (Chaku-Uta full)                                                                            | Girls' Generation (2011)  |
| Paparazzi                                                                                   | 2012 | 1   | —  | 2 | 1  | 2 | —  | - RIAJ : Or - Or (Téléchargement numérique)                                                             | Girls & Peace             |
| Oh!                                                                                         | 2012 | —   | —  | 1 | 1  | — | —  | - RIAJ: Or                                                                                              | Girls & Peace             |
| All My Love Is for You                                                                      | 2012 | —   | —  | 1 | 21 | — | —  | - RIAJ: Or                                                                                              | Girls & Peace             |
| Flower Power                                                                                | 2012 | —   | —  | 5 | 6  | — | —  | | Girls & Peace             |
| Love & Girls                                                                                | 2013 | 165 | —  | 4 | 3  | — | 15 | | Love & Peace              |
| Galaxy Supernova                                                                            | 2013 | —   | —  | 3 | 4  | — | —  | - RIAJ : Or (Téléchargement numérique)                                                                  | Love & Peace              |
| Catch Me If You Can                                                                         | 2015 | —   | —  | 8 | 9  | — | 1  | | Pas de sortie d'album     |
| Anglais                                                                                     |      |     |    |   |    |   |    | |                           |
| The Boys                                                                                    | 2011 | 62  | 85 | — | 15 | — | —  | | The Boys                  |
| "—" montre qu'aucun classement n'a été atteint ou que ce n'est pas sorti dans cette région. |      |     |    |   |    |   |    | |                           |

### Singles promotionnels
| Titre                                                                                       | Année | Meilleures positions | Meilleures positions | Album                 |
| Titre                                                                                       | Année | KOR Gaon             | JPN Hot 100          | Album                 |
| ------------------------------------------------------------------------------------------- | ----- | -------------------- | -------------------- | --------------------- |
| "Time Machine"                                                                              | 2012  | —                    | 14                   | Girls' Generation     |
| "My Oh My"                                                                                  | 2013  | 149                  | —                    | Love & Peace          |
| "Indestructible"                                                                            | 2014  | —                    | 89                   | The Best              |
| "Divine"                                                                                    | 2014  | —                    | —                    | The Best: New Edition |
| "—" montre qu'aucun classement n'a été atteint ou que ce n'est pas sorti dans cette région. |       |                      |                      |                       |

## Autres chansons classées
| Titre                                                                                       | Année  | Meilleures positions | Meilleures positions | Meilleures positions | Album                    |
| Titre                                                                                       | Année  | KOR Gaon             | KOR Hot 100          | JPN Hot 100          | Album                    |
| Coréen                                                                                      | Coréen | Coréen               | Coréen               | Coréen               | Coréen                   |
| ------------------------------------------------------------------------------------------- | ------ | -------------------- | -------------------- | -------------------- | ------------------------ |
| "Show! Show! Show!"                                                                         | 2010   | 14                   | —                    | —                    | Oh!                      |
| "Sweet Talking Baby"                                                                        | 2010   | 23                   | —                    | —                    | Oh!                      |
| "Forever"                                                                                   | 2010   | 24                   | —                    | —                    | Oh!                      |
| "Be Happy"                                                                                  | 2010   | 26                   | —                    | —                    | Oh!                      |
| "Boys & Girls" (featuring Key de SHINee)                                                    | 2010   | 25                   | —                    | —                    | Oh!                      |
| "Talk To Me" (Jessica et Tiffany)                                                           | 2010   | 28                   | —                    | —                    | Oh!                      |
| "Star Star Star"                                                                            | 2010   | 7                    | —                    | —                    | Oh!                      |
| "Stick Wit U"                                                                               | 2010   | 31                   | —                    | —                    | Oh!                      |
| "Day By Day" (Taeyeon, Jessica, Tiffany, Seohyun et Sunny)                                  | 2010   | 27                   | —                    | —                    | Oh!                      |
| "Echo"                                                                                      | 2010   | 17                   | —                    | —                    | Oh!                      |
| "Mistake"                                                                                   | 2010   | 40                   | —                    | —                    | Hoot                     |
| "My Best Friend"                                                                            | 2010   | 55                   | —                    | —                    | Hoot                     |
| "Wake Up"                                                                                   | 2010   | 75                   | —                    | —                    | Hoot                     |
| "Snowy Wish"                                                                                | 2010   | 42                   | —                    | —                    | Hoot                     |
| "Telepathy"                                                                                 | 2011   | 23                   | 26                   | —                    | The Boys                 |
| "Say Yes"                                                                                   | 2011   | 31                   | 37                   | —                    | The Boys                 |
| "Trick"                                                                                     | 2011   | 24                   | 33                   | —                    | The Boys                 |
| "Bom Nal (How Great is Your Love)"                                                          | 2011   | 27                   | 31                   | —                    | The Boys                 |
| "My J"                                                                                      | 2011   | 44                   | 61                   | —                    | The Boys                 |
| "Oscar"                                                                                     | 2011   | 42                   | 72                   | —                    | The Boys                 |
| "Top Secret"                                                                                | 2011   | 37                   | 46                   | —                    | The Boys                 |
| "Lazy Girl (Dolce Far Niente)"                                                              | 2011   | 43                   | 71                   | —                    | The Boys                 |
| "Sunflower"                                                                                 | 2011   | 41                   | 67                   | —                    | The Boys                 |
| "Vitamin"                                                                                   | 2011   | 35                   | 41                   | —                    | The Boys                 |
| "Baby Maybe"                                                                                | 2013   | 21                   | 29                   | —                    | I Got a Boy              |
| "Talk Talk"                                                                                 | 2013   | 28                   | 49                   | —                    | I Got a Boy              |
| "Promise"                                                                                   | 2013   | 31                   | 48                   | —                    | I Got a Boy              |
| "Express 999"                                                                               | 2013   | 14                   | 35                   | —                    | I Got a Boy              |
| "Lost in Love" (Taeyeon et Tiffany)                                                         | 2013   | 30                   | 45                   | —                    | I Got a Boy              |
| "Look At Me"                                                                                | 2013   | 41                   | 67                   | —                    | I Got a Boy              |
| "XYZ"                                                                                       | 2013   | 42                   | 76                   | —                    | I Got a Boy              |
| "Romantic St."                                                                              | 2013   | 38                   | 56                   | —                    | I Got a Boy              |
| "Goodbye"                                                                                   | 2014   | 10                   | 23                   | —                    | Mr.Mr.                   |
| "Wait A Minute"                                                                             | 2014   | 18                   | 43                   | —                    | Mr.Mr.                   |
| "Back Hug"                                                                                  | 2014   | 24                   | 62                   | —                    | Mr.Mr.                   |
| "Europa"                                                                                    | 2014   | 25                   | 64                   | —                    | Mr.Mr.                   |
| "Soul"                                                                                      | 2014   | 33                   | 83                   | —                    | Mr.Mr.                   |
| "Girls"                                                                                     | 2015   | 152                  | —                    |                      | Catch Me If You Can      |
| "Check"                                                                                     | 2015   | 27                   | —                    | 90                   | Lion Heart               |
| "Green Light"                                                                               | 2015   | 97                   | —                    | —                    | Lion Heart               |
| "One Afternoon (어떤 오후)"                                                                 | 2015   | 65                   | —                    | —                    | Lion Heart               |
| "Paradise"                                                                                  | 2015   | 77                   | —                    | —                    | Lion Heart               |
| "Bump It (예감)"                                                                            | 2015   | 78                   | —                    | —                    | Lion Heart               |
| "Fire Alarm"                                                                                | 2015   | 80                   | —                    | —                    | Lion Heart               |
| "Talk Talk"                                                                                 | 2015   | 90                   | —                    | —                    | Lion Heart               |
| "Fan"                                                                                       | 2017   | 99                   | —                    | —                    | Holiday Night            |
| "Lucky Like That"                                                                           | 2022   | 159                  | —                    | —                    | Forever 1                |
| Japonais                                                                                    |        |                      |                      |                      |                          |
| "Bad Girl"                                                                                  | 2011   | 145                  | —                    | —                    | Girls' Generation (2011) |
| "Let it Rain"                                                                               | 2011   | —                    | —                    | 62                   | Girls' Generation (2011) |
| "Linguafranc"                                                                               | 2013   | 59                   | —                    | —                    | Love & Peace             |
| "Gossip Girls"                                                                              | 2013   | 41                   | —                    | —                    | Love & Peace             |
| "Everyday Love"                                                                             | 2013   | 45                   | —                    | —                    | Love & Peace             |
| "Lips"                                                                                      | 2013   | 46                   | —                    | —                    | Love & Peace             |
| "Motorcycle"                                                                                | 2013   | 48                   | —                    | —                    | Love & Peace             |
| "Flyers"                                                                                    | 2013   | 49                   | —                    | —                    | Love & Peace             |
| "Karma Butterfly"                                                                           | 2013   | 52                   | —                    | —                    | Love & Peace             |
| "Beep Beep"                                                                                 | 2013   | 90                   | —                    | —                    | Love & Peace             |
| "Do the Catwalk"                                                                            | 2013   | 56                   | —                    | —                    | Love & Peace             |
| "—" montre qu'aucun classement n'a été atteint ou que ce n'est pas sorti dans cette région. |        |                      |                      |                      |                          |

## Vidéographie

### Clips vidéos
| Titre                                    | Année  | Directeur(s)     |
| Coréen                                   | Coréen | Coréen           |
| ---------------------------------------- | ------ | ---------------- |
| "Into the New World"                     | 2007   | Hyeok-jin Cheon  |
| "Girls' Generation"                      | 2007   |                  |
| "Kissing You"                            | 2008   | Sang-kyu Lee     |
| "Baby Baby"                              | 2008   |                  |
| "Gee"                                    | 2009   | Soo-hyun Cho     |
| "Way to Go!"                             | 2009   |                  |
| "Tell Me Your Wish (Genie)"              | 2009   | Jae-hyeok Jang   |
| "Chocolate Love"                         | 2009   |                  |
| "Oh!"                                    | 2010   | Soo-hyun Cho     |
| "Run Devil Run"                          | 2010   | Soo-hyun Cho     |
| Day by Day                               | 2010   |                  |
| Hoot                                     | 2010   | Jae-hyeok Jang   |
| Snowy Wish                               | 2010   |                  |
| Beautiful Girls                          | 2011   |                  |
| Visual Dreams                            | 2011   |                  |
| Echo                                     | 2011   |                  |
| Mr. Taxi                                 | 2011   |                  |
| The Boys                                 | 2011   | Won-ki Hong      |
| Dancing Queen                            | 2012   |                  |
| I Got a Boy                              | 2013   | Won-ki Hong      |
| Mr.Mr.                                   | 2014   | Kim Beom-chul    |
| Catch Me If You Can                      | 2015   | Toshiyuki Suzuki |
| Party                                    | 2015   | Won-ki Hong      |
| Lion Heart                               | 2015   | Won-ki Hong      |
| You Think                                | 2015   |                  |
| Holiday                                  | 2017   |                  |
| All Night (documentary ver.)             | 2017   |                  |
| All Night (clean ver.)                   | 2017   |                  |
| Forever 1                                | 2022   | Shin Hee-Won     |
| Japonais                                 |        |                  |
| Genie                                    | 2010   | Jae-hyeok Jang   |
| Gee                                      | 2010   | Soo-hyun Cho     |
| Run Devil Run                            | 2011   | Hideaki Sunaga   |
| Mr. Taxi                                 | 2011   | Hideaki Sunaga   |
| Bad Girl                                 | 2011   | Hideaki Sunaga   |
| Time Machine                             | 2012   | Masaaki Uchino   |
| Paparazzi                                | 2012   | Toshiyuki Suzuki |
| All My Love Is for You"\| Masaaki Uchino | 2012   |                  |
| Oh!                                      | 2012   | Hideaki Sunaga   |
| Flower Power                             | 2012   | Toshiyuki Suzuki |
| Beep Beep                                | 2013   | Toshiyuki Suzuki |
| Love & Girls                             | 2013   | Toshiyuki Suzuki |
| Galaxy Supernova                         | 2013   | Toshiyuki Suzuki |
| My Oh My                                 | 2013   | Won-ki Hong      |
| Indestructible                           | 2014   |                  |
| Divine                                   | 2014   |                  |
| Catch Me If You Can                      | 2015   | Toshiyuki Suzuki |
| Anglais                                  |        |                  |
| The Boys                                 | 2011   | Won-ki Hong      |